# الیمپوس پن ایی-پی‌ال۱
الیمپوس پن ایی-پی‌ال۱ (به انگلیسی: Olympus PEN E-PL1) یک دوربین عکاسی ساخت شرکت الیمپوس است.